# 철학사
철학사는 철학적 사고의 발전에 대한 체계적인 연구이다.  일반적으로 논증에 기반한 합리적 탐구로 이해된다.  그러나 일부 이론가들은 신화, 종교적 전통 및 속담을 포함하는 더 넓은 의미로 정의한다.
서양철학은 고대 그리스에서 우주의 근본적 본질에 대한 탐구에서 비롯되었다.  이후의 철학적 발전은 현실의 본질과 마음, 사람들이 어떻게 행동해야 하는지, 지식에 도달하는 방법 등 광범위한 주제를 다루었다.  다음 중세 기간은 신학에 더 중점을 두었다.  르네상스 시대는 고대 그리스 철학에 대한 새로운 관심과 휴머니즘의 출현을 보았다.  현대는 철학적, 과학적 지식이 어떻게 생성되는지에 대한 관심이 증가한 것이 특징이다.  그의 새로운 아이디어는 계몽기에 사용되어 전통적인 권위에 도전했다.
아랍-페르시아 철학은 고대 그리스 철학자들의 영향을 강하게 받았다.  이슬람의 황금기에 절정기를 맞았다.  그 주제 중 하나는 진리에 도달하는 두 가지 양립 가능한 방법으로서 이성과 계시 사이의 관계였다.  Avicenna는 이슬람 신앙과 그리스 철학을 종합한 포괄적인 철학 체계를 개발했다.  이슬람 황금기 이후 철학적 탐구의 영향력은 부분적으로 알 가잘리의 철학 비판으로 인해 약해졌다.
인도 철학은 현실의 본질, 지식에 도달하는 방법, 영적 깨달음에 도달하는 방법에 대한 영성 질문에 대한 결합된 관심이 특징이다.  그 뿌리는 Vedas로 알려진 종교 경전이다.  이후의 인도 철학은 베다의 가르침과 밀접한 관련이 있는 정통 학파와 불교 및 자이나교와 같은 이단 학파로 나뉘는 경우가 많다.  근대에는 인도와 서양의 사상 교류를 통해 다양한 인도 철학자들이 종합적인 체계를 발전시켰다.  그들은 다양한 철학적, 종교적 사상 학교를 통합하고 조화시키는 것을 목표로 삼았다.
중국 철학은 궁극적인 현실보다 올바른 사회적 행동과 정부에 더 관심이 있었다.  유교는 도덕적 미덕과 그것이 사회의 조화로 이끄는 방법을 탐구했다.  도교는 인간과 자연의 관계에 초점을 맞췄다.  중국 철학의 근대는 서양 철학, 특히 마르크스주의와의 만남으로 특징지어진다.  철학사에 영향을 미친 다른 전통으로는 일본 철학, 라틴 아메리카 철학, 아프리카 철학이 있다.

### 정의 및 관련 분야
철학사는 사상의 역사적 발전을 연구하는 학문의 영역이다.  그것은 철학적 개념과 교리뿐만 아니라 그것들을 생각한 철학자들과 그들이 속한 사상 학파에 대한 체계적이고 연대기적인 설명을 제공하는 것을 목표로 한다.  단순한 컬렉션이 아니다. 그러나 서로 다른 이론이 서로 어떻게 관련되어 있는지 보여주려고 한다.  예를 들어, 일부 학파는 이전 이론을 기반으로 하는 반면 다른 학파는 이를 거부하고 대안적인 설명을 제공하려고 한다.위치에 대한 타당성과 숨겨진 가정을 평가한다.  그것은 현대 청중이 철학적 유산에 접근할 수 있게 하고 오늘날에도 지속적인 관련성을 평가한다.  일부 철학사가들은 주로 역사적 요소에 초점을 맞춘다.  그들은 철학의 역사가 지적 역사로 알려진 더 넓은 분야의 일부라고 주장한다.  다른 이론가들은 철학적 요소를 더 강조한다.  그들은 철학의 역사가 지적 차원을 넘어선다고 주장하는 경향이 있다.요소.  그들은 철학의 관심이 전적으로 역사적인 것이 아니기 때문에 철학의 역사는 지적 역사를 넘어선다고 주장하는 경향이 있다.